# .рф
.рф (на руски: Российская Федерация) e интернет домейн от първо ниво (ccTLD), предназначен за Русия.
Това е първият домейн в света с окончание на кирилица. Въведен е на 13 май 2010 година. Имената в тази област се изписват на кирилица (например „дума.рф“).